# Frederich Frans Ludwich Ullerich Last
Frederich Frans Ludwich Ullerich Last (Rostock,  2 januari 1789 – 7 mei 1833) was een Nederlands militair en ridder in de Militaire Willems-Orde. Hij was een van de weinigen die na 1824 voor verdiensten in vredestijd benoemd werden tot ridder in de Militaire Willems-Orde.

## Leven en werk
Last werd in 1789 te Rostock geboren als zoon van Johann Christian Last en Catharina Maria Teschman.
Secretaris van Staat Jean Gijsberto baron de Mey van Streefkerk had de commissaris-generaal van Oorlog d'Aubremé in 1824 in een brief laten weten dat de koning had bedacht dat hij, wanneer hij militairen voor verdiensten in vredestijd officier in de Militaire Willems-Orde maakte, in geval van latere uitstekende krijgsdaden voor de vijand verrigt geen beloning meer kon bedenken. De commandeursgraad van de Willemsorde was immers gereserveerd voor generaals die een veldslag of veldtocht wonnen of een vesting innamen. De bewindsman verving daarom de meeste voor de "lintjesregen" van dat jaar al opgemaakte voordrachten door voordrachten voor benoemingen in de Orde van de Nederlandse Leeuw.
Dat voor kapitein Last een uitzondering werd gemaakt kan gelegen hebben aan de buitengewoon ongezonde omgeving van de Nederlandse koloniën in West-Afrika. Men noemde de door pest, tyfus, cholera, malaria, zwartwaterkoorts en knokkelkoorts geteisterde forten en handelsposten aan de Bocht van Guinea "het graf van de blanke" en de meeste Europeanen stierven tijdens hun verblijf in dat deel van Afrika. In het Koninklijk Besluit noemde de koning Lasts langdurige dienst ter Kuste van Guinea en de getrouwe naarkoming zyner verpligtingen. Op 2 december 1832 ontving Last de Militaire Willems-Orde.